# Monolith (Amebix)
Monolith è il secondo album in studio del gruppo crust punk britannico Amebix, pubblicato nel 1987.

## Tracce
1. Monolith – 3:10
2. Nobody's Driving – 5:23
3. The Power Remains – 4:33
4. Time Bomb – 4:27
5. Last Will and Testament – 5:00
6. I.C.B.M. – 6:05
7. Chain Reaction – 5:27
8. Fallen from Grace – 4:14
9. Coming Home – 5:44

## Formazione

### Gruppo
- The Baron Rockin von Aphid (Rob Miller) — basso, voce
- Stig Da Pig (Chris Miller) — chitarra, cori
- Spider (Robert Richards) — batteria
- A. Droid (Andy Wiggins) — tastiere

### Altri musicisti
- Cath — flauto (1)
- ARj — cori (9)